# 山田隆持
山田 隆持（やまだ りゅうじ、1948年〈昭和23年〉5月5日 - ）は、日本の実業家。兵庫県西宮市出身。NTTドコモ元代表取締役社長。

## 経歴・人物
1971年に大阪大学工学部通信工学科を経て、1973年に大阪大学大学院工学研究科を修了し、同年に日本電信電話公社に入社。2001年6月に西日本電信電話取締役に就任し、2002年6月に常務、2004年6月に日本電信電話副社長を経て、2007年6月にNTTドコモ副社長に就任。2008年6月には社長に昇格。2012年6月に取締役相談役に退いた